# Marie Lebour
Marie-Victoire Lebour (20 de agosto de 1876 – 2 de outubro de 1971) foi uma bióloga marinha britânica, conhecida por seus estudos dos ciclos de vida de vários animais marinhos. Ela publicou mais de 175 obras durante a sua carreira.

## Primeiros anos e educação
Lebour nasceu como a caçula de três filhas. Seus pais foram Emily e George Labour; moravam em Woodburn, Northumberland, quando ela nasceu, em 20 de agosto de 1876. Seu pai era um professor de geologia e Lebour regularmente se juntou a ele em expedições de coleta de amostras, para as suas próprias coleções. Ela estudou no Armstrong College e estudou arte, em seguida, passou para a Universidade de Durham, onde obteve os seguintes diplomas na área de zoologia: um grau colegial em 1903, de bacharel em 1904, de mestre em 1907 e de doutora em 1917.

## Carreira e pesquisa
Em 1900, antes do início de sua educação científica, Lebour começou sua carreira de pesquisadora com um artigo sobre moluscos em Northumberland. A partir de 1906-1909, ela teve um cargo associado no  Departamento de Zoologia na Universidade de Leeds; em 1909-1915, ela também foi professora assistente. A carreira de pesquisadora profissional foi realizada integralmente no Laboratório da Associação de Biologia Marinha de Plymouth,, onde integrou a equipe de investigação, em 1915. Ela foi membro permanente da equipe até 1946; em seguida, tornou-se membro honorária, até que ela não pode mais realizar pesquisas devido a problemas de saúde, em 1964.
Seu principal interesse de pesquisa foi a fase larval de trematóides (um tipo de molusco parasita) e dos próprios moluscos. Ela publicou mais de 100 artigos sobre esses temas durante a sua carreira. Ela também trabalhou em microplâncton, e descobriu pelo menos 28 espécies novas, que ela catalogou em dois livros. Ela se aposentou aos 70 anos de idade, em 1946, mas continuou a trabalhar para o laboratório e publicar, até que, aos 88 anos, com a visão falha, ela não pode continuar usando o microscópio.
Ela faleceu em 2 de outubro de 1971, aos 95 anos de idade. Muitas de suas publicações são ainda referência em sua área.

## Honras e legado
Lebour foi membro de várias sociedades profissionais. Ela era um membro da Sociedade Lineana, uma associada da Sociedade Zoológica e uma membro da Associação de Biologia Marinha do Reino Unido. Ela foi lembrada com carinho por seus colegas.